# Moriondo Torinese
Moriondo Torinese és un comune (municipi) de la ciutat metropolitana de Torí, a la regió italiana del Piemont, situat a uns 20 quilòmetres a l'est de Torí. A 1 de gener de 2019 la seva població era de 843 habitants.
Moriondo Torinese limita amb els següents municipis: Moncucco Torinese, Castelnuovo Don Bosco, Mombello di Torino, Buttigliera d'Asti i Riva presso Chieri.